# Sounaila Sagnon
Sounaila Sagnon (Alto Volta, (en la actualidad Burkina Faso), 4 de junio de 1966) es un exboxeador burkinés.
Representó su país en los Juegos Olímpicos de Seúl 1988. Compitió en la categoría del peso superwélter.